# 105ª Brigata di difesa territoriale
La 105ª Brigata autonoma di difesa territoriale (in ucraino 105-тa окрема бригада територіальної оборони?, 105-ta okrema bryhada terytorial'noї oborony, unità militare А7033) è la principale unità delle Forze di difesa territoriale dell'Ucraina dell'oblast' di Ternopil', subordinata al Comando operativo "Ovest" delle Forze terrestri.

## Storia
La brigata è stata costituita il 27 giugno 2018, e già in agosto circa 200 riservisti sono stati coinvolti nella prima esercitazione. Nel novembre dello stesso anno è stata completata la formazione dell'unità. Ulteriori esercitazioni si sono svolte fra il dicembre 2018 e il marzo 2019. L'unità è stata mobilitata in seguito all'invasione russa dell'Ucraina del 2022. Nel corso della controffensiva ucraina nella regione di Charkiv, la brigata ha contribuito a proteggere il fianco destro dell'avanzata oltre il fiume Oskol verso Lyman. Successivamente è rimasta schierata nelle retrovie durante l'attacco in direzione di Kreminna. Il 3 dicembre 2022 la brigata ha ricevuto la bandiera di guerra da parte del comandante in capo delle Forze di difesa territoriale Ihor Tancjura. Nel 2023 è stata impiegata nella regione di Zaporižžja; il 9 ottobre è stato ucciso in azione su questo fronte il vice comandante dell'85º Battaglione, colonnello Serhij Li, insignito postumo del titolo di Eroe dell'Ucraina.

## Struttura
- Comando di brigata[11]
- 80º Battaglione di difesa territoriale (Bilobožnycja, unità militare А7167)[12]
- 81º Battaglione di difesa territoriale (Ternopil', unità militare А7168)[13]
- 82º Battaglione di difesa territoriale (Zboriv, unità militare А7169)[14]
- 83º Battaglione di difesa territoriale (Ternopil', unità militare А7170)[15]
- 84º Battaglione di difesa territoriale (Ternopil', unità militare А7171)[16]
- 85º Battaglione di difesa territoriale (Kremenec', unità militare А7172)[17]
- Unità di supporto

## Comandanti
- Colonnello Oleh Didičenko (giugno 2018 - gennaio 2022)[18]
- Colonnello Jevhen Fomenko (gennaio 2022 - in carica)[19]